# Tudor Gates
Pour les articles homonymes, voir Gates.
Tudor Gates, né le 2 janvier 1930 à Londres et mort le 11 janvier 2007 à Birchington-on-Sea dans le Kent, est un scénariste, dramaturge, réalisateur, syndicalistee et homme politique britannique.

## Biographie
Au début des années 1950, Gates s'occupe de la mise en scène et commence à écrire des scénarios pendant son temps libre. Après la diffusion de The Guv'nor à la télévision en 1956, il se consacre à l'écriture à plein temps. Il écrit, coécrit ou travaille sur les scénarios de Barbarella (1968), Danger : Diabolik ! (1968), Les Passions des vampires (1970), La Peur (1971), La Soif du vampire (1971), Les Sévices de Dracula (1971), Les Chatouilleuses volcaniques (1972), Les Optimistes (1973), The Sex Thief (1973) et Jeux dévorants (en) (1976). Il a également écrit pour plusieurs séries télévisées, dont The Sweeney et Strange Report.
Lors des élections générales de 1966, Gates se présente comme candidat du Parti libéral dans la circonscription de Bethnal Green et, en 1970, dans celle de l'île de Thanet, où il n'arrive qu'en troisième position à chaque fois. En février 1974, il arrive en deuxième position dans la circonscription de Bethnal Green and Bow, perd des voix mais arrive à nouveau en deuxième position en octobre.
Se tournant à nouveau vers la scène au milieu des années 1970, Gates écrit Who Saw Him Die, Aurelia et Who Killed Agatha Christie.
Syndicaliste de toujours, M. Gates est devenu président de l'Association of Cinematograph Television and Allied Technicians et a soutenu sa fusion avec la Broadcasting and Entertainment Trades Alliance, qui a donné naissance au Broadcasting, Entertainment, Cinematograph and Theatre Union (BECTU), dont il a été vice-président jusqu'en 2004. Personnage controversé, il a poursuivi son syndicat en justice à deux reprises, en s'appuyant sur la législation adoptée par le parti conservateur dans les années 1980. Il s'est présenté sans succès à la présidence du BECTU en 2002, 2004 et 2006.

## Filmographie

### Scénariste
- 1965 : Dateline Diamonds (en) de Jeremy Summers
- 1968 : Danger : Diabolik ! (Diabolik) de Mario Bava
- 1968 : Le Sadique de la treizième heure (Nude... si muore) d'Antonio Margheriti
- 1968 : Barbarella de Roger Vadim
- 1968 : Une veuve dans le vent (Meglio vedova) de Duccio Tessari
- 1970 : Les Passions des vampires (The Vampire Lovers) de Roy Ward Baker
- 1971 : La Soif du vampire (Lust for a Vampire) de Jimmy Sangster
- 1971 : La Peur (Fright) de Peter Collinson
- 1971 : Les Sévices de Dracula (Twins of Evil) de John Hough
- 1972 : Les Chatouilleuses volcaniques (The Love Box) de lui-même et Wilbur Stark
- 1973 : Les Optimistes (The Optimists of Nine Elms) d'Anthony Simmons
- 1973 : The Sex Thief de Martin Campbell
- 1975 : Three for All de Martin Campbell
- 1976 : Jeux dévorants (en) (Intimate Games) de lui-même

### Réalisateur
- 1972 : Les Chatouilleuses volcaniques (The Love Box), coréalisé avec Wilbur Stark
- 1976 : Jeux dévorants (en) (Intimate Games)